# Henri Simonet
Henri François Simonet (ur. 10 maja 1931 w Brukseli, zm. 15 lutego 1996 tamże) – belgijski polityk, ekonomista i prawnik, wieloletni deputowany krajowy i senator, minister ekonomii (1972–1973) i spraw zagranicznych (1977–1980), w latach 1973–1977 wiceprzewodniczący Komisji Europejskiej.

## Życiorys
Pochodził z ubogiej rodziny. Studiował prawo i ekonomię na Université Libre de Bruxelles, kształcił się także na Uniwersytecie Columbia. Obronił doktorat z nauk politycznych i ekonomicznych, został nauczycielem akademickim na macierzystej uczelni w zakresie finansów publicznych i ekonomii stosowanej, uzyskał pełną profesurę. Kierował radą administracyjną ULB, przyczynił się także do podziału brukselskiej uczelni na część francusko- i niderlandzkojęzyczną. Przez rok był doradcą ds. finansowych w Kongo Środkowym. Opublikował także kilka książek.
Od 1958 działał w Belgijskiej Partii Socjalistycznej, a po jej przekształceniu w walońskiej Partii Socjalistycznej. Od 1961 do 1965 kierował gabinetem ministra ekonomii Antoona Spinoya, następnie zaś gabinetem wicepremiera. W 1964 został radnym miejskim Anderlechtu, od 1966 do 1984 pozostawał jego burmistrzem. Kilkukrotnie zasiadał w Izbie Reprezentantów (1966–1973, 1977–1984, 1985–1987, 1991–1992) oraz w Senacie (1988–1991), był również delegatem do Parlamentu Europejskiego. Od stycznia 1972 do stycznia 1973 pełnił funkcję ministra spraw ekonomicznych. Następnie od 1973 do 1977 był wiceprzewodniczącym Komisji Europejskiej kierowanej przez François-Xaviera Ortolego, odpowiadał w niej za podatki i unię celną (do 1976), branżę stali (od 1976), finanse, energię oraz Euratom. Po powrocie do krajowej polityki zajmował stanowisko ministra spraw zagranicznych (czerwiec 1977 – maj 1980) i sekretarza stanu ds. ekonomii regionalnej (1978–1979). Po konflikcie wewnątrzpartyjnym na tle jego proamerykańskich i prawicowych tendencji odszedł z partii w 1984, rezygnując ze stanowisk w parlamencie i samorządzie. W kolejnym roku dołączył do Partii Reformatorsko-Liberalnej. W 1992 zakończył karierę polityczną.
Ojciec polityka Jacques’a Simonet.

## Odznaczenia
Odznaczony Orderem Korony drugiej klasy i Orderem Leopolda II pierwszej klasy (1969).